# 2008年全仏オープン
2008年 全仏オープン（2008ねんぜんふつオープン、Internationaux de France de Roland-Garros 2008）は、フランス・パリにある「スタッド・ローラン・ギャロス」にて、2008年5月25日から6月8日にかけて開催された。

## シニア

### 男子シングルス
ラファエル・ナダル def.  ロジャー・フェデラー, 6–1, 6–3, 6–0
- ナダルは、ビョルン・ボルグ（スウェーデン）以来27年ぶり、大会史上2人目となる「4連覇」を達成した。

### 女子シングルス
アナ・イバノビッチ def.  ディナラ・サフィナ, 6–4, 6–3
- イバノビッチにとって4大大会初優勝である。

### 男子ダブルス
パブロ・クエバス /  ルイス・オルナ def.  ダニエル・ネスター /  ネナド・ジモニッチ, 6–2, 6–3

### 女子ダブルス
アナベル・メディナ・ガリゲス /  ビルヒニア・ルアノ・パスクアル def.  フランチェスカ・スキアボーネ /  ケーシー・デラクア, 2–6, 7–5, 6–4

### 混合ダブルス
ビクトリア・アザレンカ /  ボブ・ブライアン def.  カタリナ・スレボトニク /  ネナド・ジモニッチ, 6–2, 7–6(4)

## ジュニア

### 男子シングルス
楊宗樺 def.  Jerzy Janowicz, 6–3, 7–6(5)

### 女子シングルス
シモナ・ハレプ def.  エレナ・ボグダン, 6–4, 6–7(3), 6–2

### 男子ダブルス
Henri Kontinen /  Christopher Rungkat def.  Jaan-Frederik Brunken /  マット・レイド, 6–0, 6–3

### 女子ダブルス
ポロナ・ヘルツォグ /  ジェシカ・ムーア def.  Lesley Kerkhove /  アランツァ・ルス, 5–7, 6–1, [10–7]